# Jena Malone
Jena Malone (Sparks (Nevada), 21 november 1984) is een Amerikaans actrice en voormalig kindster. Ze won onder meer drie jaar achtereen een Young Artist Award (1996-98) en werd in tevens 1998 genomineerd voor een Golden Globe.

## Biografie
Malone was toen ze negen jaar oud was inmiddels 27 keer verhuisd. Haar moeder werkte in het theater en toen ze zo'n stuk zag, raakte ze ook geïnteresseerd in acteren. Ze haalde haar moeder over om van Las Vegas naar Los Angeles te verhuizen. Malone kreeg al snel rollen en in 1996 een hoofdrol in Bastard Out of Carolina. Ze werd genomineerd voor een Film Independent Spirit Award en een Screen Actors Guild Award. Op dat moment was ze de jongste persoon ooit die een nominatie voor laatstgenoemde prijs ontving.
Malone groeide uit tot kindster en werd in 1997, na één jaar acteren, genomineerd voor een Golden Globe voor haar rol in Hope. Ze kreeg met name rollen in onafhankelijke films met een complex plot. Dit hielp haar in de overgang van kindster tot volwassen actrice.
In 2012 werd bekend dat zij de rol van Johanna Mason op zich zou nemen vanaf het tweede deel van de trilogie De Hongerspelen, zo vertolkte Malone de rol in The Hunger Games: Catching Fire, The Hunger Games: Mockingjay - Part 1 en The Hunger Games: Mockingjay - Part 2. In de jaren die volgde speelde Malone mee in diverse films, waaronder The Neon Demon, Swallowed en Little Death.

## Filmografie
- 1996: Bastard Out of Carolina
- 1996: Hidden in America
- 1997: Contact
- 1997: Hope
- 1997: Ellen Foster
- 1998: Stepmom
- 1999: The Book of Stars
- 1999: For Love of the Game
- 2000: Cheaters
- 2001: Donnie Darko
- 2001: The Ballad of Lucy Whipple
- 2001: Life as a House
- 2002: The Dangerous Lives of Altar Boys
- 2002: The Badge
- 2002: American Girl
- 2003: The United States of Leland
- 2003: Hitler: The Rise of Evil
- 2003: Cold Mountain
- 2004: Saved!
- 2004: Corn
- 2004: Hauru no ugoku shiro (Howl's Moving Castle, stem Engelstalige versie)
- 2005: The Ballad of Jack and Rose
- 2005: Pride & Prejudice
- 2006: Container (stem)
- 2006: Lying
- 2007: The Go-Getter
- 2007: Four Last Songs
- 2007: Into the Wild
- 2008: The Ruins
- 2009: The Messenger
- 2011: Sucker Punch
- 2013: The Hunger Games: Catching Fire
- 2014: The Hunger Games: Mockingjay - Part 1
- 2015: The Hunger Games: Mockingjay - Part 2
- 2016: Lovesong
- 2016: The Neon Demon
- 2017: The Bottom of the World
- 2019: Too Old to Die Young
- 2022: Swallowed
- 2024: Little Death
- 2024: Love Lies Bleeding
- 2024: Horizon: An American Saga